# Nimfalide
Nimfalidele (Nymphalidae) este cea mai mare familie de fluturi  (lepidoptere), cuprinzând aproximativ 6 000 de specii, majoritatea fiind specii tropicale.  Toate nimfalidele sunt fluturi diurni, de talie mijlocie sau mare, cei mai mulți cu culori vii, frumoase. Omizile lor sunt glabre sau puțin păroase, adesea cu diferite proeminențe pe corp,  cu forme de tubercule sau țepi,  de asemenea prezente și la pupele lor.  Familia cuprinde mai multe subfamilii și este cea mai mare familie de fluturi ropaloceri (cu antene măciucate).

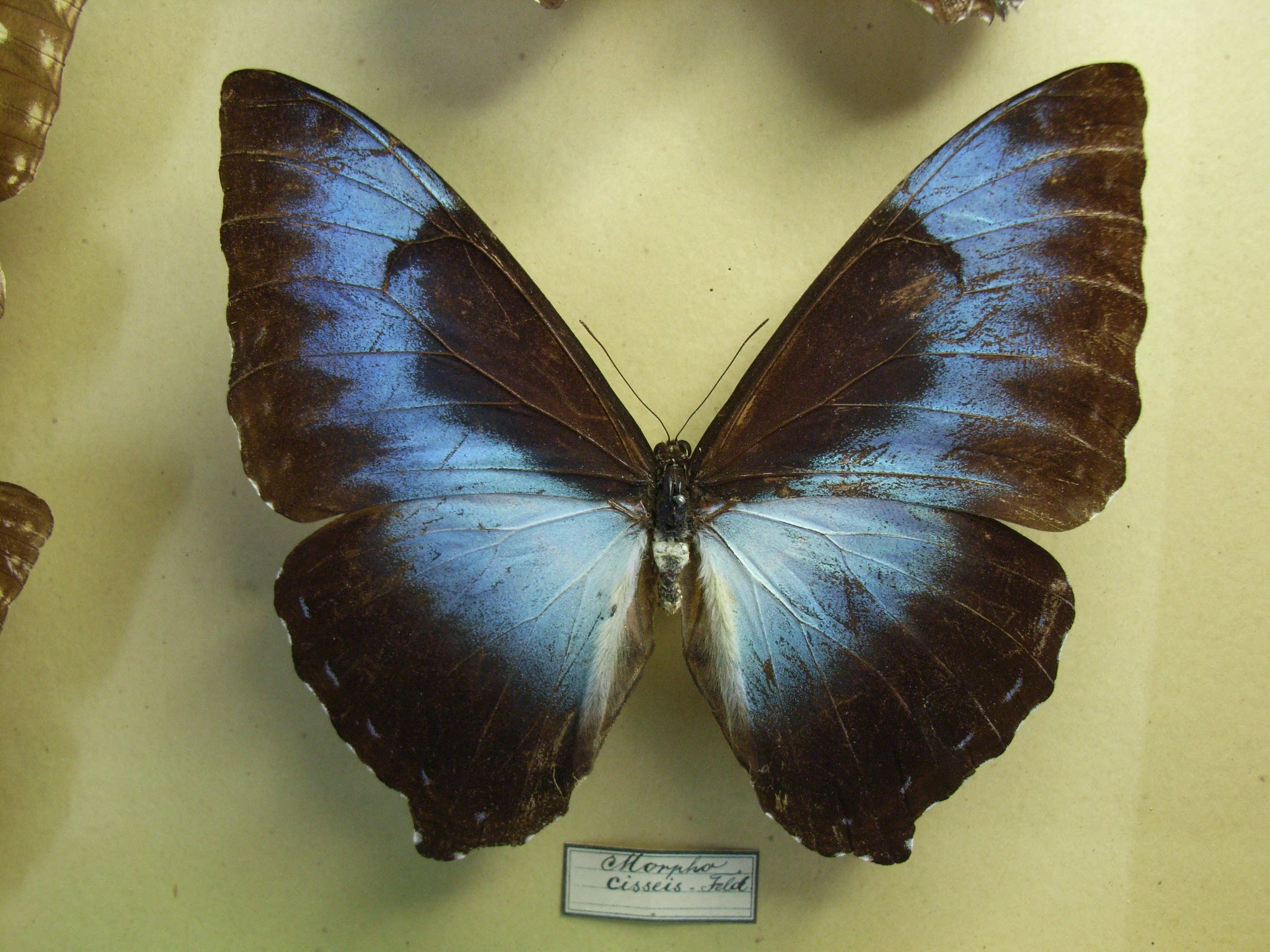
Morpho cisseis

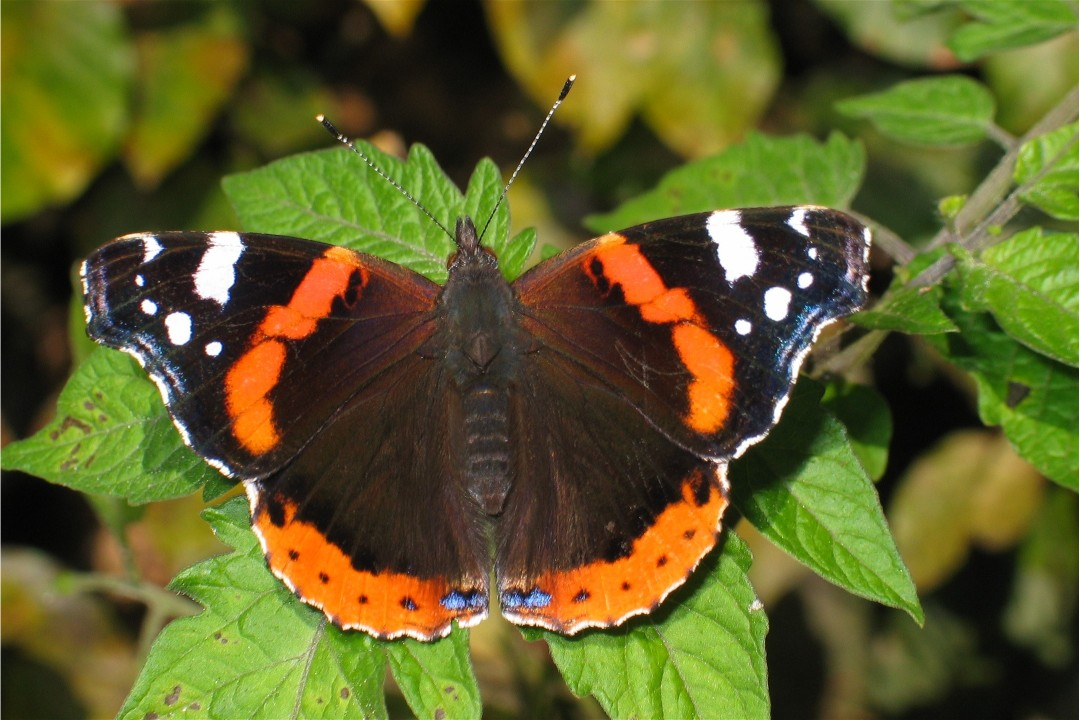
Vanessa atalanta

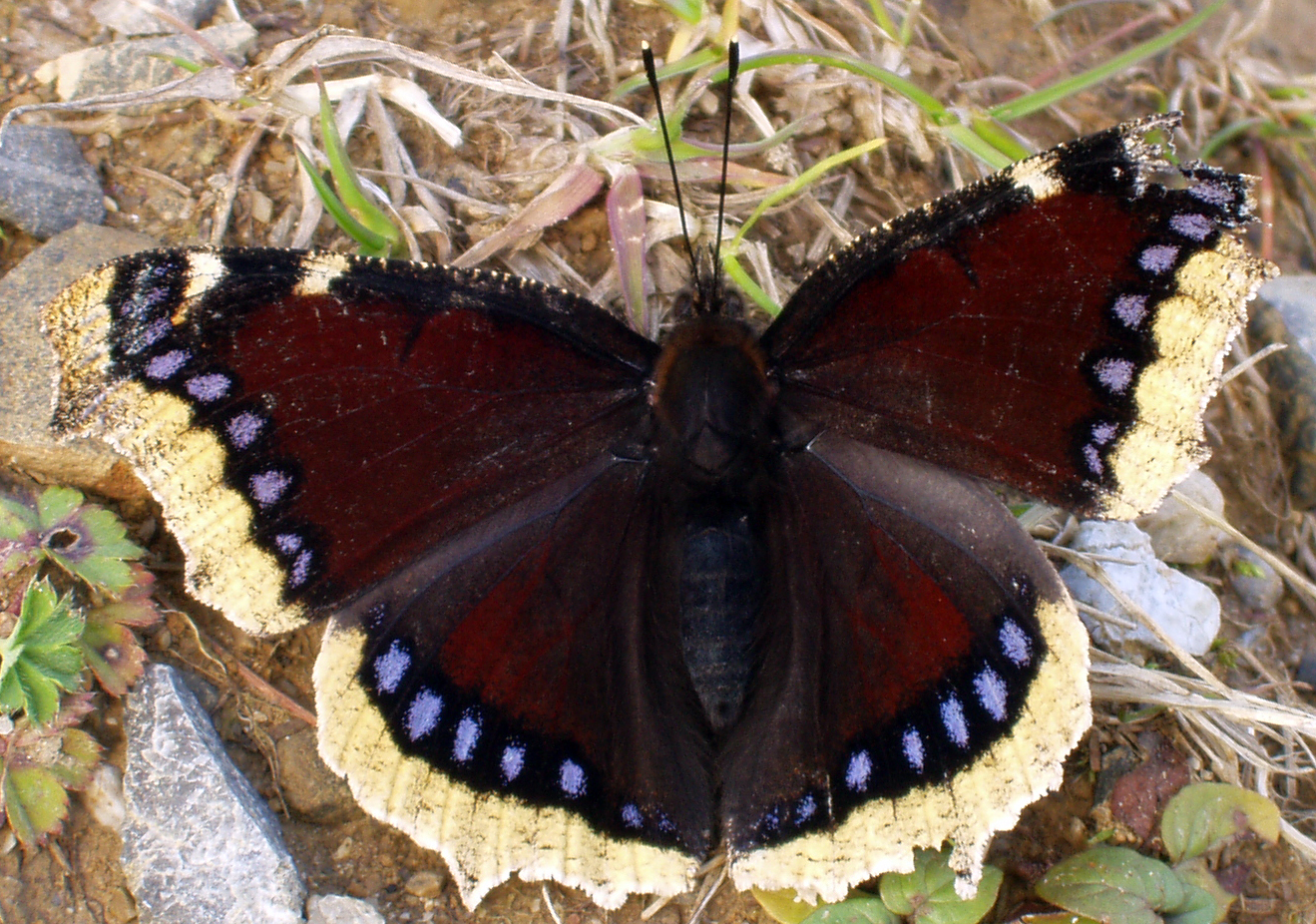
Nymphalis antiopa

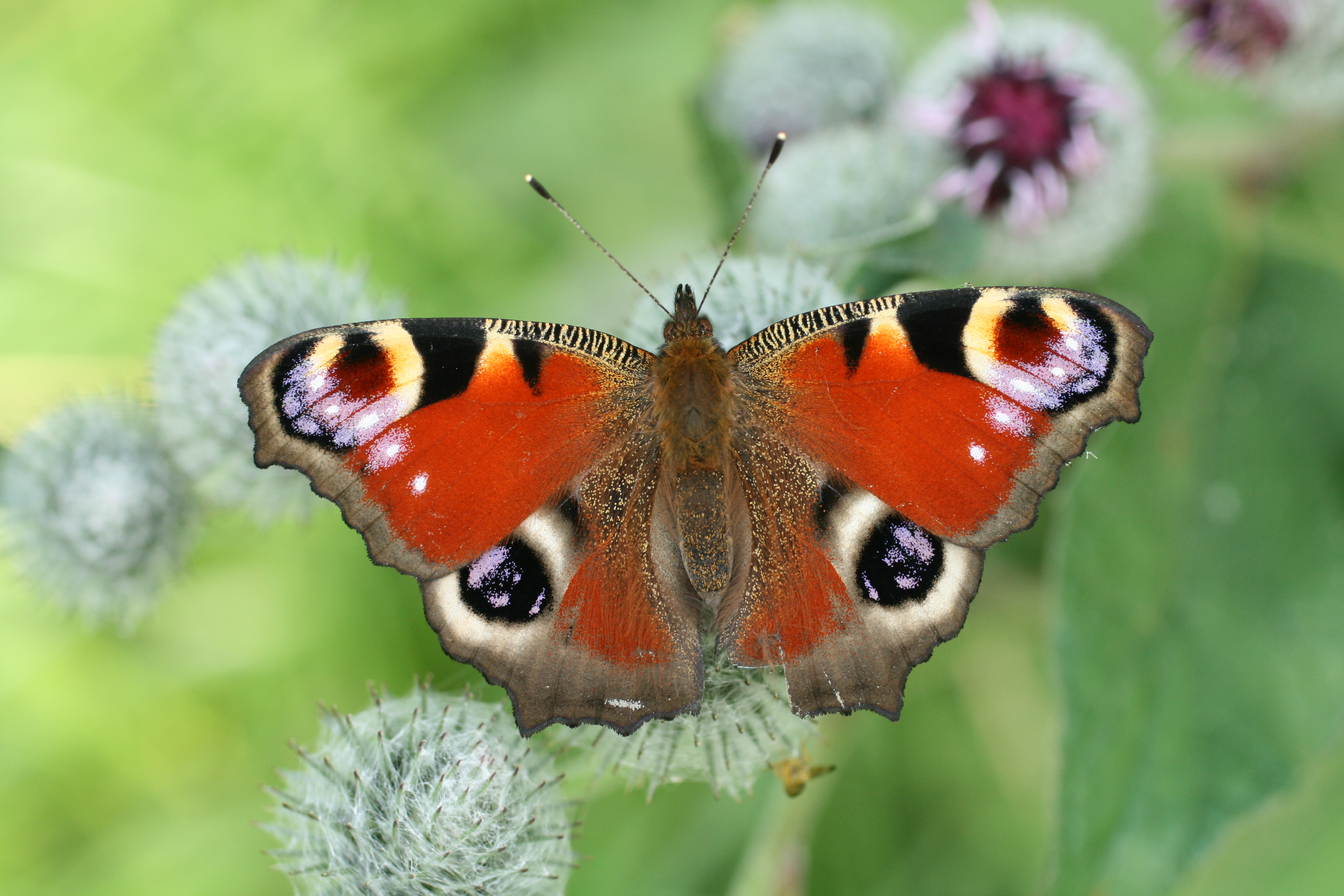
Inachis io

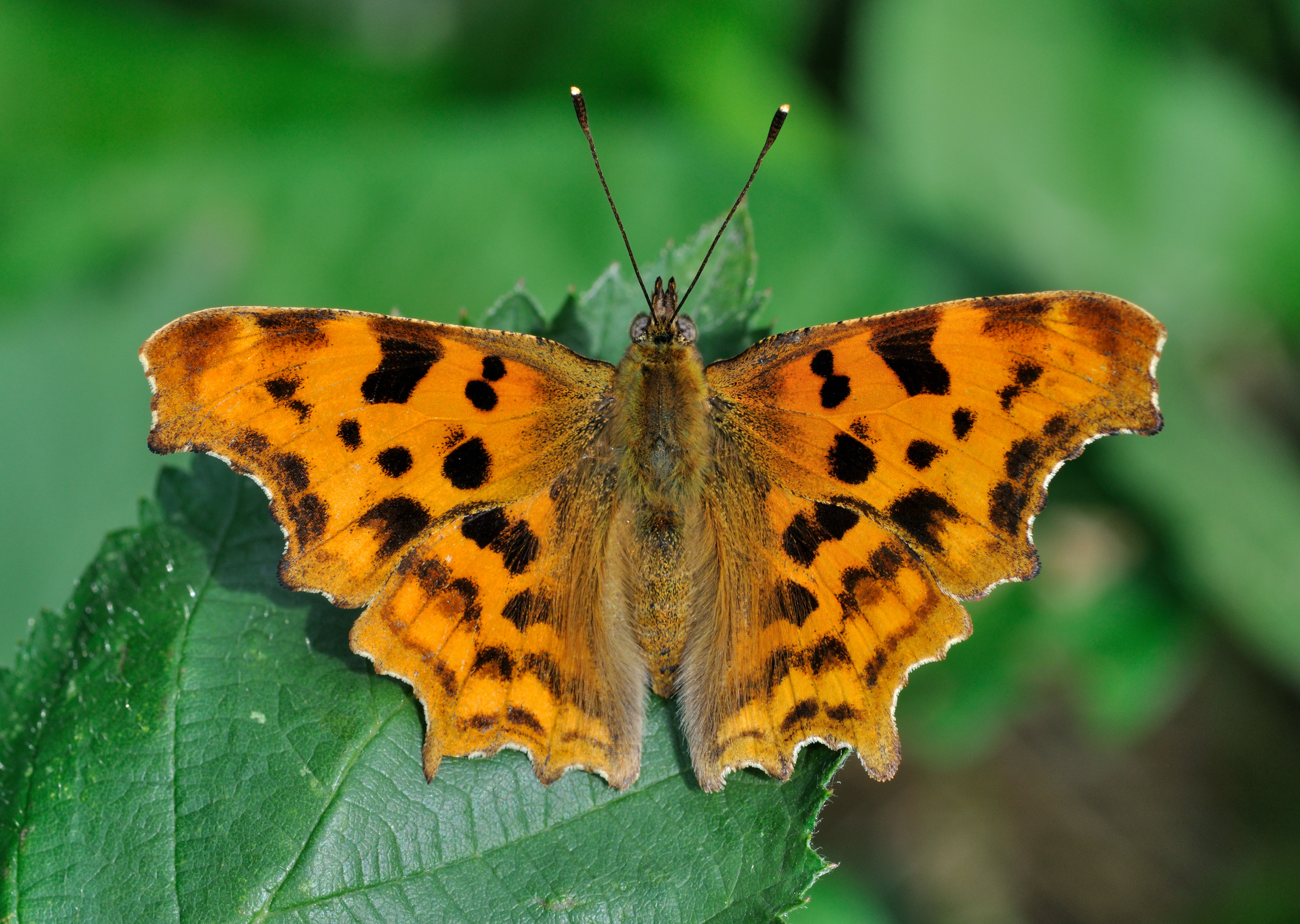
Polygonia c-album

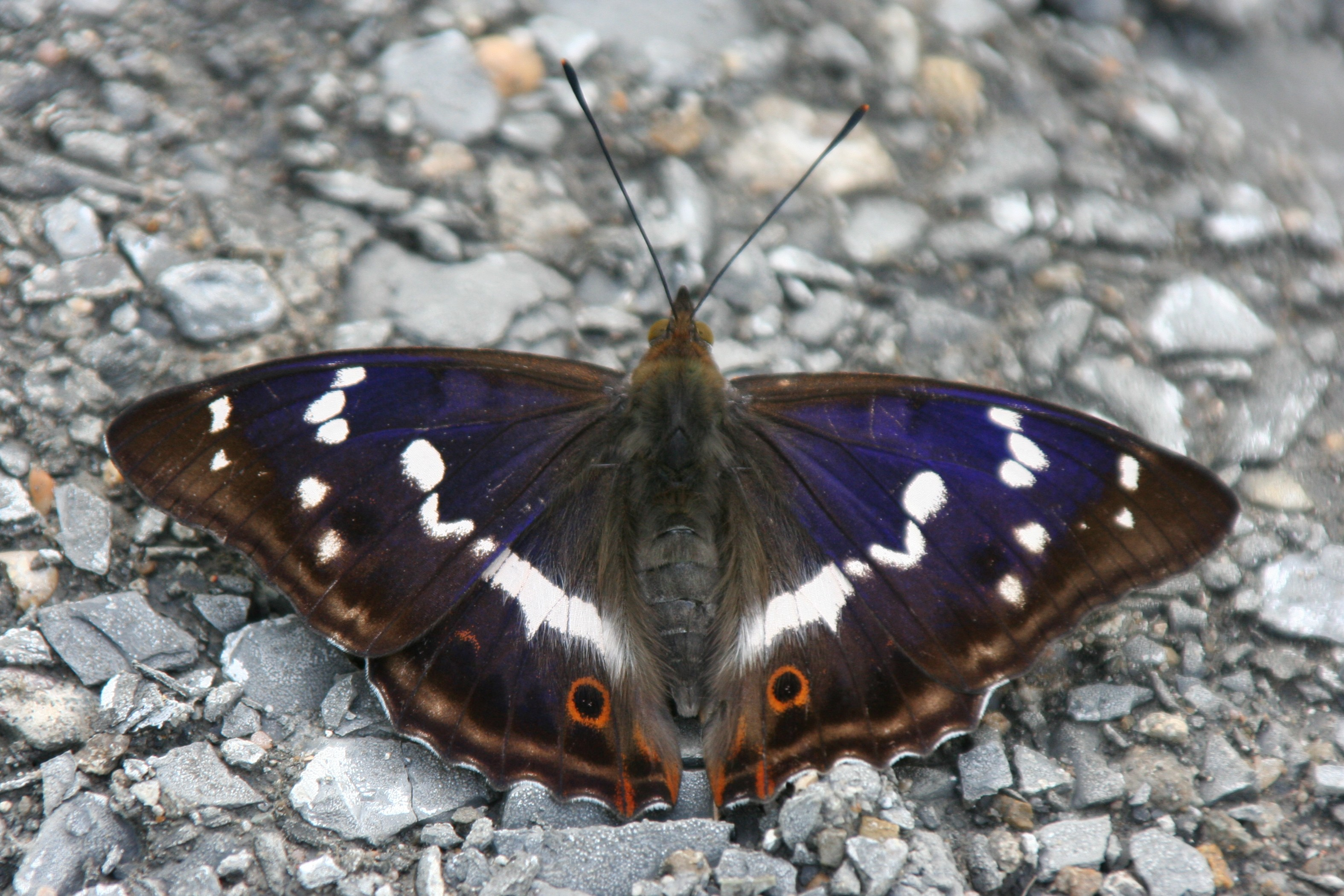
Apatura iris

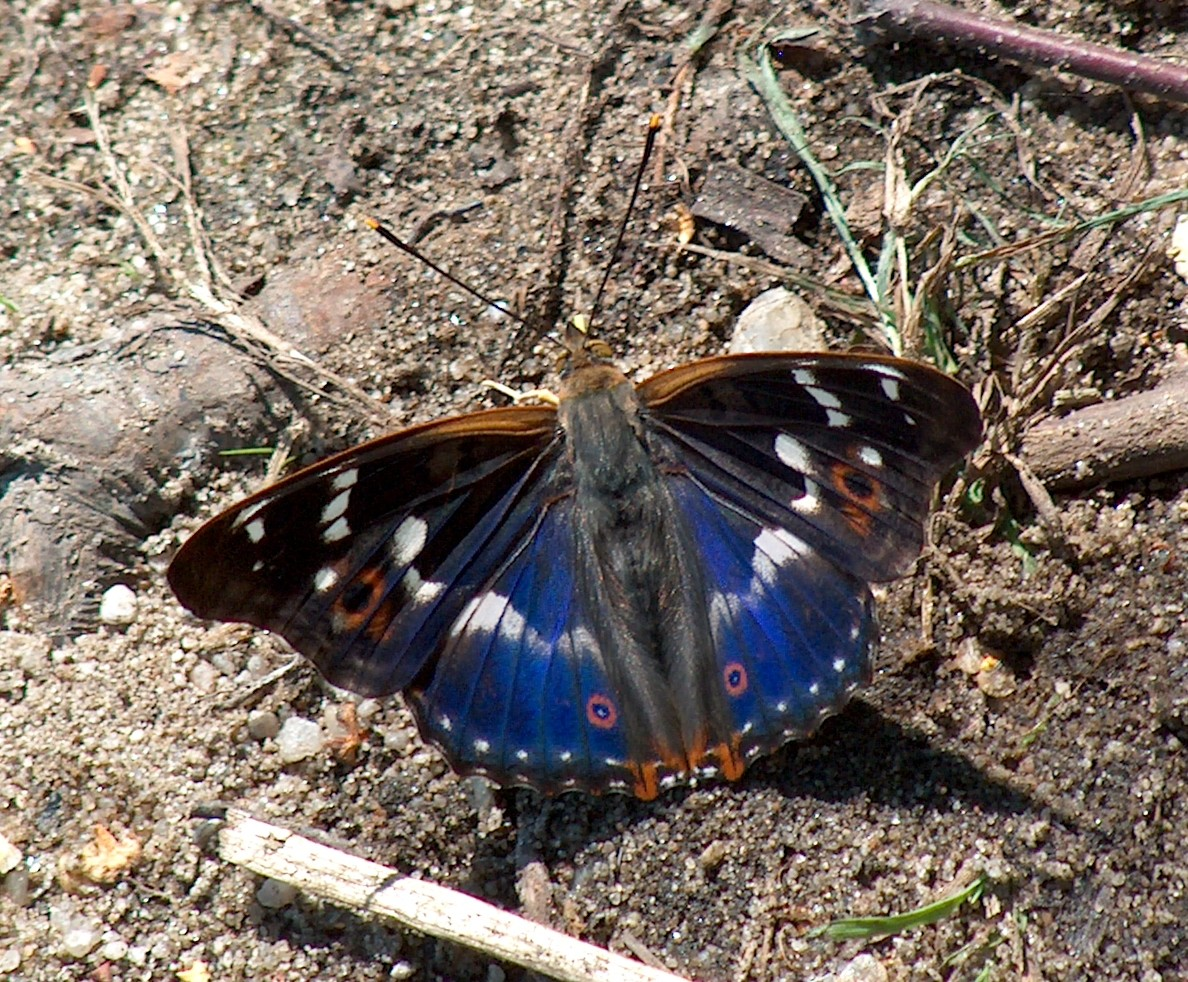
Apatura ilia

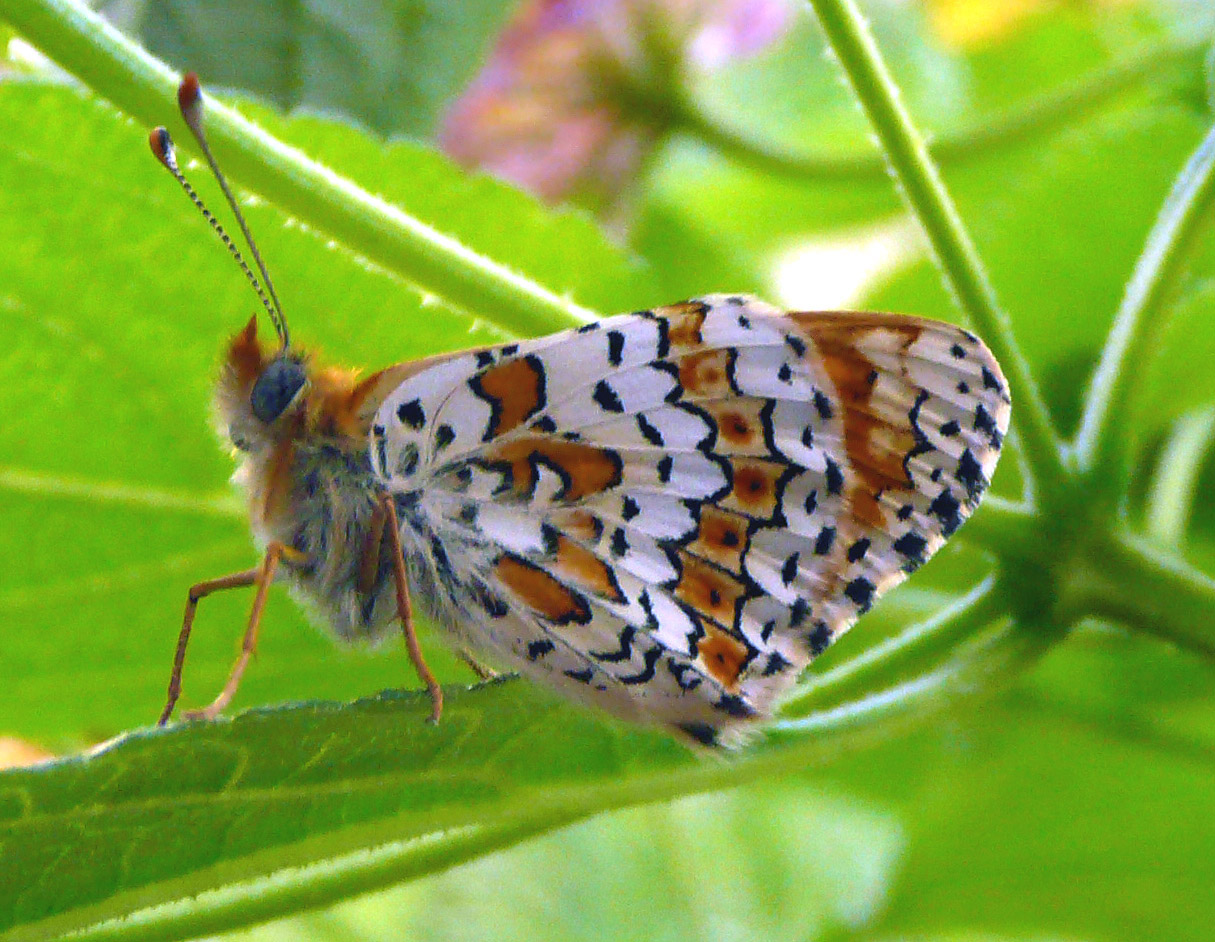
Melitaea cinxia

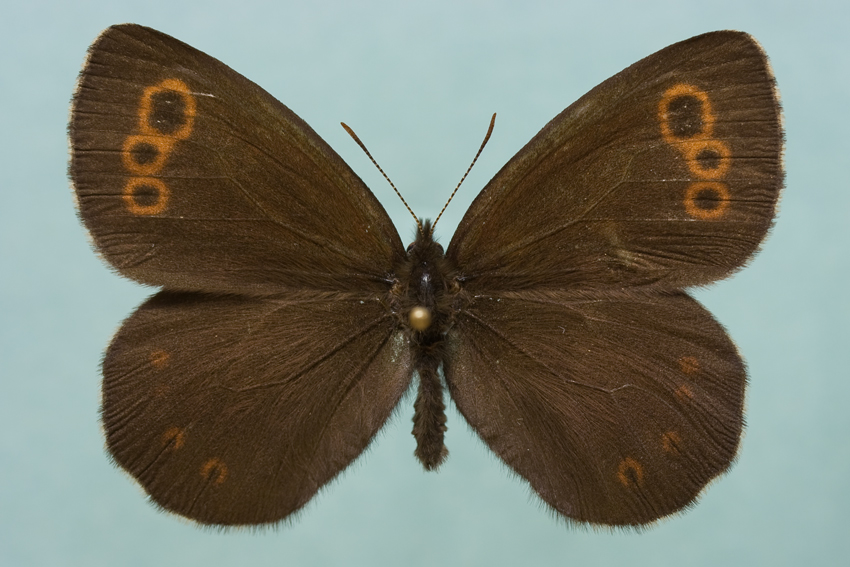
Erebia embla

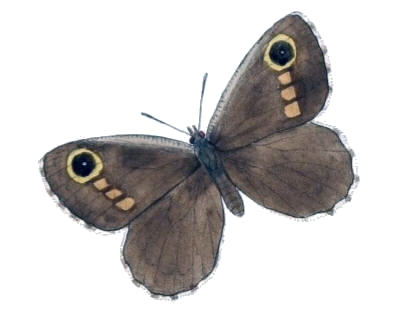
Satyrus pimpla

## Specii reprezentative

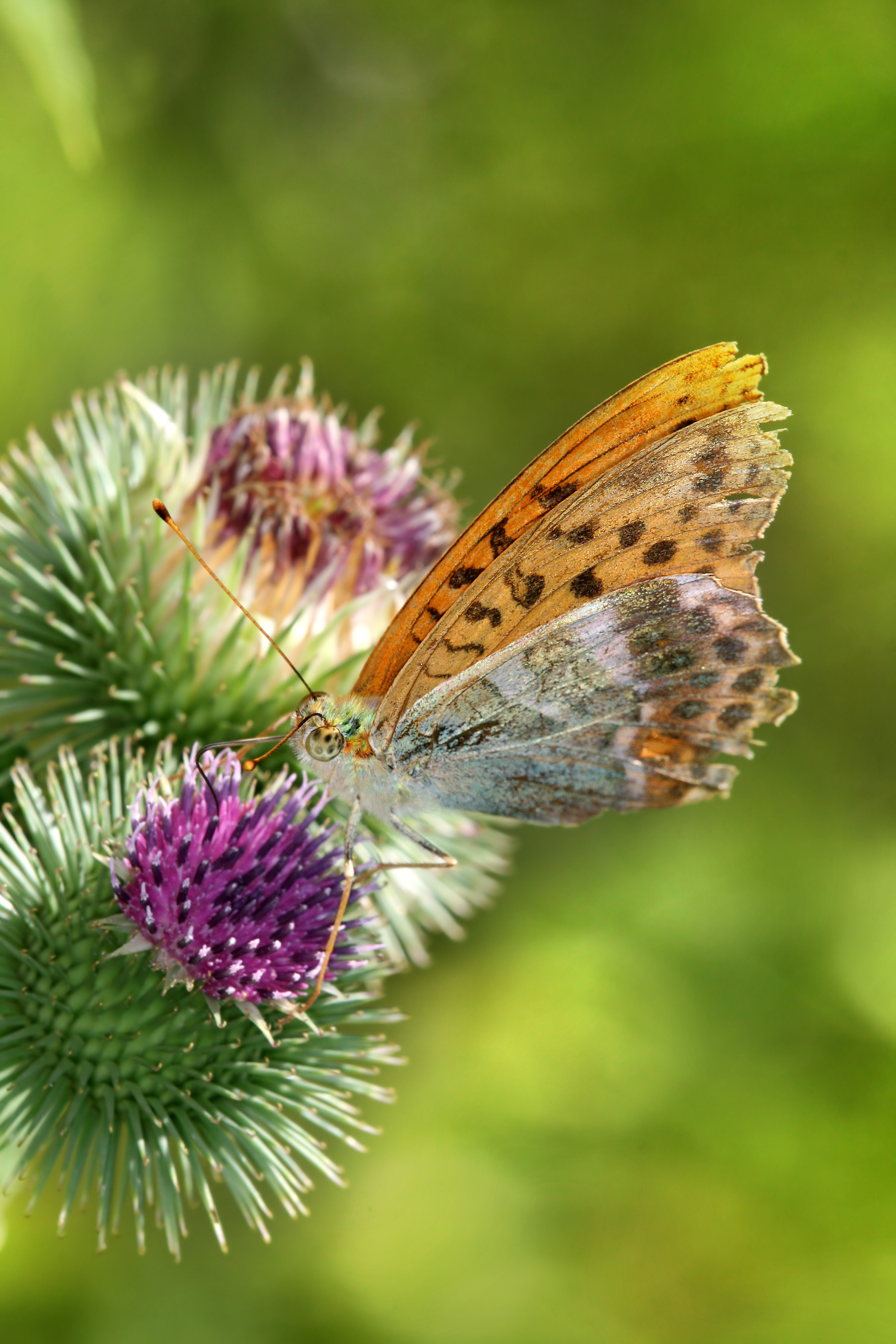
Argynnis paphia

- Genul exotic, Morpho, sunt fluturi  de talie mare, are peste 70 de specii, cu culori foarte frumoase, strălucitoare, metalice, albastre și mai ales verzi.
- Speciile genului Vanessa au antene brusc măciucate, ochii păroși și aripile cu culori roșii, brune-închis, cu pete albe; la unele specii sînt colorate și pătate atât aripile anterioare cât și cele posterioare.
- Nymphalis antiopa are aripile negre cu o bordură galbenă,
- Inachis io (ochi de păun de zi) cu o anvergură a aripilor de 50–55 mm. are 4 mari oceli pe aripi.
- Polygonia c-album cu o anvergură a aripilor de 45 mm, prezintă pe partea inferioară a aripilor posterioare un mic desen alb, de forma literei C. Marginile aripilor sunt mult crestate.
- Apatura iris și Apatura ilia sînt fluturi de talie mare, cu o anvergura de 60–85 mm. Au aripi de culori brune, cu reflexe irizante, violete pe partea superioară, iar la mascul cu mici oceli cu contur roșu și unele pete albe. Pe partea inferioară aripile au un fond galben-brun, cu oceli mai mari, cu dungi și pete roșii, brune și albe.
- Genul Melitaea este bogat în specii de mărimi mijlocii, cu anvergura aripilor de 30–35 mm, cu culori brune, galbene și cu pete dese, în general mărunte, galbene, portocalii.
- Speciile genului Argynnis se recunosc după aspectul aripilor posterioare care, pe fața inferioară, au pete albe strălucitoare, cu luciu sidefos.
- Genul Erebia are multe specii de munte, cu culori întunecate, brune-închis, aproape negru, adesea cu nuanță roșcată, cu oceli negri cu contur alb, de regulă așezați marginal.
- Genul Satyrus cuprinde multe specii, unele cu anvergura aripilor până la 75 mm. Toate speciile genului au aripile deasupra de o culoare brună, fie brună-închis uniform, fie cu pete ruginii și benzi submarginale sau transversale, cu oceli.